# زنبق لوله‌دراز
زنبق لوله‌دراز (نام علمی: Iris dolichosiphon) نام یک گونه از سرده زنبق است.